# Robin Hoods äventyr
Robin Hoods äventyr (engelska: The Adventures of Robin Hood) är en amerikansk äventyrsfilm i Technicolor från 1938 i regi av Michael Curtiz och William Keighley. I huvudrollerna ses Errol Flynn, Olivia de Havilland, Basil Rathbone och Claude Rains. Filmen hade biopremiär i USA den 14 maj 1938.

## Handling
Robin Locksley leder uppror mot prins John som har tagit makten då hans bror Rikard Lejonhjärta har blivit tillfångatagen på väg hem från korståget av Leopold kung av Österrike. Han börjar beskatta befolkningen och hänga och fängsla dem som inte kan betala. Han säger att pengarna ska användas till lösesumma för hans bror men i stället använder han pengarna för muta till sig lojalister. 
Lady Marion tror först på sheriffen av Notthinghams (han har ansvar för att försöka fånga Robin) lögner om Robin. Men när hon blir fången hos honom inser hon att han inte talar sanning. Sir Guy of Gisburne inser att hon har bytt sida och prins John är då inte intresserad av henne längre och tänker avrätta henne för förräderi, men Robin räddar henne och Rikard återvänder och hjälper till i slutstriden.

## Om filmen
Filmen blev Oscarsnominerad i kategorin Bästa film och erhöll Oscarsstatyetter i kategorierna Bästa scenografi, Bästa musik och Bästa klippning.

## Rollista i urval
- Errol Flynn - Robin Hood
- Olivia de Havilland - Lady Marian Fitzwalter
- Basil Rathbone - Guy of Gisborne
- Claude Rains - prins John
- Patric Knowles - Will Scarlett
- Eugene Pallette - Broder Tuck
- Alan Hale - Lille John
- Melville Cooper - Sheriffen av Nottingham
- Ian Hunter - Kung Rikard
- Una O'Connor - Bess
- Herbert Mundin - Much-the-Miller's-Son
- Montagu Love - Bishop of the Black Canons

### Fotnoter
1. ↑  Dave Fleischer (14 maj 1938). ”The Adventures of Robin Hood” (på engelska). American Film Institute. http://www.afi.com/members/catalog/DetailView.aspx?s=&Movie=3983. Läst 14 oktober 2016.